# Enlil-Nádin-Šumi
Enlil-Nádin-Šumi (dosl. [Bůh] Enlil daroval potomky) byl kassitský král Babylonie (Karduniaše, jak byla Babylonie v tomto období nazývána), který vládl krátce kolem r. 1224 př. n. l.
Kolem r. 1230 př. n. l. asyrský král Tukulti-Ninurta I. porazil babylonského vladaře Kaštiliaše IV. a získal tak na několik let kontrolu nad Babylonií. V této době se na babylonském trůnu vystřídali tři místokrálové (loutkoví vladaři) a prvním z nich byl Enlil-Nádin-Šumi, prosazený Tikulti-Ninurtou. Druhým z kandidátů byl pozdější babylonský místokrál Kadašman-Charbe II., kterého podporovala i kassitská obec v Babylóně. Podle některých názorů se dokonce vlády těchto dvou místokrálů překrývaly.
Za vlády Enlil-Nádin-Šumiho se Babylonie stala terčem útoku elamských vojsk pod velením krále Kidin-Chutrutaše, který rozvrátil Přímoří, zničil město Dér a dobyl Nippur, odkud vzal do zajetí většinu obyvatel. V důsledku těchto pohrom byl nakonec Enlil-Nádin-Šumi sesazen a nahrazen Kadašman-Charbem II.